# اعوجاج هارمونیک کل
اعوجاج هارمونیک کل (Total harmonic distortion, THD)، یک پارامتر کمّی، و نمایانگر آن است که یک شکل موج (سیگنال) تا چه حد به شکل موج سینوسی شبیه است. مقدار THD بر حسب درصد بیان شده و هرچه کمتر باشد، شکل موج سینوسی دارای کیفیت بهتری بوده و تجهیزاتی مانند بلندگو، آمپلی‌فایر، یوپی‌اس، و ... می‌توانند سیگنال‌هایی با کیفیت بهتر تولید کرده یا انتقال دهند. مثلاً هرچه‌ یک نوازنده ویولن بتواند یک نُت را صحیح‌تر و دقیق‌تر بنوازد، سیگنالی با اعوجاج هارمونیک کل کمتری تولید کرده‌است.
هارمونیک‌ها، مؤلفه‌هایی با فرکانس بالاتر از فرکانس مؤلفۀ اصلی در یک شکل موج (ولتاژ یا جریان الکتریکی) هستند که در شبکه قدرت، به‌طور ناخواسته و بر اثر بارهای غیرخطی (nonlinear loads) تولید می‌شوند.

## عوامل تولیدشدن هارمونیک‌ها
یکی از عوامل تولیدشدن هارمونیک‌ها به‌کارگیری عناصر مداری و بارهای غیرخطی در سیستم است که باعث تولیدشدن سیگنال‌های غیرسینوسی (جریان و ولتاژ) در شبکه قدرت شده، و خود موجب پیدایش اعوجاج در موج اصلی جریان و ولتاژ می‌شود. با استفاده روزافزون از بارهای غیرخطی، اعوجاج ولتاژ یا جریان در سیستم‌های قدرت شکل می‌گیرد که با انتقال از منبع به بارها، میزان آن افزایش می‌یابد. 
عوامل اصلی تولیدکنندۀ هارمونیک‌ها عبارتند از:
- مبدل‌های الکترونیکی قدرت مانند یک‌سوسازها و اینورترها

- وسایل فِرّومغناطیسی شامل ترانس‌ها و ماشین‌های الکتریکی

- تجهیزات تخلیه‌ای شامل لامپ‌های فلورسنت، لامپ‌های بخار سدیم، کوره‌های قوس الکتریکی
- کوره‌های القایی، شارژرهای باتری، مبدل‌های فرکانسی، درایورهای موتور الکتریکی به روش PWM، بانک‌های خازنی، منبع تغذیه کامپیوترها

## اثرات هارمونیک‌ها
هارمونیک‌ها را می‌توان به دو دسته کلی تقسیم کرد:
- هارمونیک‌های جریان
- هارمونیک‌های ولتاژ

هارمونیک‌ها باعث افزایش جریان خازن‌ها، تلفات در ترانسفورمرها، موتورها، هادی‌ها و اختلال در عملکرد سیستم‌های کنترل، حفاظتی و ارتباطی می‌شوند. هارمونیک‌های تولیدشده توسط بارهای غیرخطی می‌توانند روی دیگر بارهای مدار تأثیر بگذارند.
تأثیر هارمونیک‌های ولتاژ عبارتند از گرم‌شدن اضافۀ ماشین‌ها و کابل‌های برق، و خرابی بانک‌های خازنی.
تأثیر هارمونیک‌های جریان عبارتند از تداخل در سیستم‌های مخابراتی که میزان آن بستگی به مسیر و اندازه هارمونیک‌ها دارد، تلفات اضافی در ترانس‌ها و ماشین‌های الکتریکی، و افزایش تلفات در خطوط انتقال. همچنین هارمونیک‌ها باعث عملکرد نامناسب رله‌ها، کلیدها، فیوزها و سیستم‌های فرمان از راه دور می‌شوند. 
به‌طور کلی می‌توان اثرات هارمونیک‌ها را به چهار دسته اصلی تقسیم نمود؛
- اثرات بر عایق‌های تجهیزات
- اثرات گرمایی بر تجهیزات
- عملکرد نامناسب تجهیزات شبکه قدرت
- تأثیر روی مدارهای مخابراتی

## حذف هارمونیک‌ها
یکی از کاربردی‌ترین روش حذف هارمونیک‌ها استفاده از فیلترها است. وظیفه اصلی یک فیلتر جلوگیری از عبور جریان‌های هارمونیکی یا کاهش آن‌ها در مسیر اصلی است. فیلترها به دو دسته کلی اکتیو و پسیو تقسیم می‌شوند.
در این جا به چند نوع فیلتر و دیگر روش‌های اصلاح اثرات منفی هارمونیک‌ها در سیستم اشاره می‌نماییم.
به کار بردن مدارات PFC یا تصحیح ضریب توان که برای حذف هارمونیک‌های جریان و به دنبال آن کاهش هارمونیک ولتاژ در سیستم مورد استفاده قرار می‌گیرند و وظیفه آن‌ها به حداقل رساندن اعوجاج و کاهش اختلاف فاز بین ولتاژ و جریان به صورت یک شبیه‌ساز مقاومت است (فیلتر اکتیو).
اضافه نمودن فیلتر شنت در سیستم که کاملاً پاسخ آن را تغییر داده و در اکثر موارد، پاسخ را بهبود می‌بخشد. فیلتر شنت هارمونیک‌های جریانی را در نزدیکی منبع تولید اعوجاج اتصال کوتاه نموده و بدین ترتیب علاوه بر برطرف شدن جریان هارمونیک، ضریب قدرت نیز اصلاح می‌گردد همچنین به دلیل صرفه اقتصادی این روش یکی از رایج‌ترین فیلترهای قابل اجرا است.
اضافه نمودن رآکتور خطی یا ترانسفورمر به صورت سری به‌طور قابل توجهی هارمونیک‌ها را کاهش می‌دهد. رآکتور را بین خازن‌های اصلاح ضریب قدرت و منبع تغذیه قرار می‌دهند تا رزونانس‌های به وجود آمده بین اندوکتانس سیستم و خازن‌های اصلاح ضریب قدرت را بدون تغییر ظرفیت خازن‌ها حذف نماید.
تغییر ظرفیت خازن‌ها، که یکی از کم‌هزینه‌ترین روش‌ها برای سیستم برق شهر و مصرف‌کننده صنعتی است.
تغییر مکان خازن به نقطه‌ای دیگر از سیستم که دارای امپدانسی متفاوت است.
برداشتن خازن‌ها و به دنبال آن پذیرش اتلاف بالا، ولتاژ کمتر و Power Factor Penalty. در صورتی که این روش به صورت تکنیکالی عملی باشد، از جمله گزینه‌های مطلوب اقتصادی می‌باشد.
با پیشرفت ادوات نیمه‌هادی و امکان استفاده از کنترلرهای پیچیده می‌توان حداکثر کنترل را بر روی شکل موج‌های جریان ورودی یا ولتاژ خروجی یوپی‌اس اعمال نمود.

## استانداردهای هارمونیک‌ها
هارمونیک‌های تولیدشده توسط یکی از مصرف‌کنندگان سیستم می‌تواند روی دیگر مصرف‌کنندگان نیز تأثیر منفی بگذارد. به همین دلیل استانداردهایی برای محدودکردن هارمونیک‌های جریان هر مصرف‌کننده تدوین شده‌است. این استانداردها برای محدودکردن هارمونیک‌های مصرف‌کنندگان سیستم گذاشته‌شده‌اند و بیانگر این هستند که مصرف‌کنندگان نباید باعث اعوجاج ولتاژ غیرقابل قبول در سیستم شوند. همچنین محدودیت‌هایی را نیز برای تمامی اعوجاج‌های هارمونیک ولتاژ تولیدشده توسط سیستم اعمال می‌نمایند.